# Vjenceslav Novak
Vjenceslav Novak (Senj, 11. rujna 1859. – Zagreb, 20. rujna 1905.), hrvatski romanopisac, novelist, publicist, glazbeni kritičar i pedagog.

## Životopis
Rođen je u doseljeničkoj češkoj obitelji, gdje je majka Senjanka iz doseljene bavarske obitelji. Bio je najugledniji pisac hrvatskog realizma te su ga zvali hrvatskim Balzacom. Osnovnu i srednju školu je završio u Senju i Gospiću. Poslije završene preparandije u Zagrebu radio je neko vrijeme kao učitelj u Senju. 
U književnost ulazi 1881. godine pripovijetkom Maca. Napisao je sedam romana. Objavio je tridesetak pripovjedaka, a osim pripovjedne proze pisao je pjesme, podlistke, dramske pokušaje, recenzije, kritike i rasprave iz glazboslovlja i glazbene pedagogije.
U svom proznom stvaralaštvu (ponajprije kao pripovjedač) prikazivao je sve slojeve hrvatskog društva. Otkrivao je moralnu i psihološku stranu ljudskog života, bavio se psihologijom ljubavi, roditeljstvom i brakom. Ponirao je u dušu umjetnika i intelektualaca. Pretežno je slikao tragičnu stranu života, s naglašenom osjećajem za ljudske nevolje te mu se djela odlikuju čovjekoljubljem i samilošču. U hrvatsku je književnost uveo novinu: prikaz poniženog malog čovjeka i društvene teme, često vezane uz velegrad – život gradske sirotinje i siromašnih učenika.
Novak želi skrenuti pozornost na to da su Senjani uvijek branili svoju domovinu te je za te bitke trebalo mnogo hrabrosti i želje za pobjedom da se uspiju oduprijeti svim velikim silama:
Imao je brojnu obitelj, bolovao od tuberkuloze, borio se s neimaštinom i može se reći da je u tom pogledu bio sasvim prosječan pisac tog doba. Bio je romanopisac, pripovjedač, kritičar i prevoditelj te je stvarao sve do 1905. godine. Započeo je romantičnom pripovijetkom, a završio je kao pisac moderne psihološke proze s okultnim motivima.

## Djela

### Romani
- Pavao Šegota
- Posljednji Stipančići
- Dva svijeta
- Tito Dorčić
- Pod Nehajem
- Nikola Baretić
- Podgorske pripovijesti

### Pripovijetke
- Iz velegradskog podzemlja
- Nezasitnost i bijeda
- U glib
- Pripovijest o Marcelu Remeniću
- Pred svjetlom
- Majstor Adam

## Vanjske poveznice

### Sestrinski projekti
|  | Wikizvor ima izvorni tekst Vjenceslav Novak |

### Mrežna mjesta
- LZMK / Hrvatska enciklopedija: Novak, Vjenceslav
- LZMK / Proleksis enciklopedija: Novak, Vjenceslav